# Bentley Dominator
Bentley Dominator – samochód osobowy typu SUV klasy wyższej wyprodukowany pod brytyjską marką Bentley w 1996 roku.

## Historia i opis modelu
Dominator powstał jako najbardziej nietypowy i najdalej wykraczający poza regularny charakter samochodów Bentleya projekt, którego realizację zainspirował i zlecił sułtan Brunei Hassanal Bolkiah. Monarcha w połowie lat 90. intensywnie rozbudowywał wówczas swoją kilkutysięczną kolekcję samochodów, w której duży udział zyskały unikatowe konstrukcje budowane na specjalne zamówienie. Zlecenie na opracowanie pierwszego w historii ultraluksusowych firm SUV-a złożono w 1994 roku, pracując nad samochodem przez kolejne 2 lata. To właśnie Dominator, a nie przedstawiona 19 lat później Bentayga był pierwszym tego typu samochodem w historii firmy. 
Stylistyka samochodu opracowana został przez brytyjskie studio projektowe Design Research Associates z Warwick, wyróżniająć się masywną, kanciastą sylwetką zdobioną przez liczne chromowane akcenty. Charakterystyczne obramowanie klapy bagażnika było nawiązaniem do innego specjalnego projektu Bentleya, modelu Java Estate. Kabina pasażerska wykończona została mieszanką czerwonej skóry oraz drewna.
W czasie gdy większość z serii 14 unikalnych projektów było pochodnymi regularnych modeli Bentleya, tak Dominator powstał od podstaw jako projekt wykorzystujący zewnętrzne podzespoły. Jako że w połowie lat 90. XX wieku luksusowe samochody typu SUV były koncepcją niszową, która dopiero zdobywała popularność za pomocą Range Rovera, Bentley zdecydował porozumieć się z właśnie z producentem tego samochodu w celu wykorzystania płyty podłogowej, napędu i silnika od brytyjskiego SUVa. 
Ostatecznie, do napędu Dominatora wykorzystano dwie jednostki napędowe: zarówno 3,9 litrowe V8 konstrukcji Land Rovera, jak i klasyczne 6,75 litrowe V8 stosowane w innych ówczesnych konstrukcjach Bentleya. Luksusowy SUV wyposażony został w stały napęd AWD napędzający obie osie.

### Sprzedaż
Bentley Dominator powstał jako ściśle limitowana, unikatowa konstrukcja, którą w 1996 roku wyprodukowano łącznie w 6 sztukach w cenie po 4,6 miliona dolarów za każdą z nich. Wytwarzaniem SUV-ów zajmowało się przedsiębiorstwo Rig Design Services z angielskiego Southam. Wszystkie samochody tuż po wyprodukowaniu zostały skierowane do transportu lotniczego, by trafić do magazynu kolekcji sułtana Brunei. Sam fakt powstania samochodów był sekretem, który ujawniony został dzięki brytyjskiemu magazynowi Autocar. Dziennikarz sfotografował w 1998 roku dwa egzemplarze w czasie załadunku do samolotu z Brunei.

### Silniki
- V8 3,9l
- V8 6,75l